# Cerkiew Świętych Kosmy i Damiana w Kolechowicach (1883–1938)
Cerkiew Świętych Kosmy i Damiana – prawosławna cerkiew w Kolechowicach, istniejąca w latach 1883–1938.

## Historia
Pierwsza informacja o prawosławnej placówce duszpasterskiej w Kolechowicach (Kolochowicach) datowana jest na XIII stulecie, natomiast najstarsza wzmianka o parafialnej cerkwi Świętych Kosmy i Damiana pochodzi z 1531. Cerkiew ta przetrwała do najazdu tatarskiego w 1668, w czasie którego została całkowicie zniszczona. Nowa świątynia została wzniesiona w 1696. Chociaż znajdowała się na terenie unickiej diecezji chełmskiej, dzięki przywilejowi Jana III Sobieskiego zachowała wyznanie prawosławne. Fundatorem świątyni był starosta parczewski Jan Karol Daniłowicz (Danielewicz). Już w XVIII w. cerkiew kolechowicka podupadła, gdyż dzierżawcy miejscowych dóbr królewskich unikali przekazywania jej niezbędnych do funkcjonowania kwot. W tym samym stuleciu cerkiew przyjęła unię – w protokole wizytacyjnym z 1793 jako proboszcza miejscowej parafii wskazano kapłana wyświęconego przez unickiego biskupa Porfiriusza Skarbka-Ważyńskiego.
Ludność unicka z Kolechowic, m.in. pod wpływem duchowieństwa katolickiego z parafii łacińskiej w Ostrowie Lubelskim, wzięła masowy udział w powstaniu styczniowym.
Od 1869 proboszcz kolechowickiej parafii, ks. Antoni Dudziński, ubiegał się o środki państwowe na budowę nowej cerkwi, argumentując, iż starsza była już poważnie zniszczona (z uszkodzoną podłogą, dachem i ścianami). Wnętrze świątyni opisywał jako podobne do wnętrz katolickich kościołów. Prace budowlane nad nową, murowaną świątynią, rozpoczęto jednak dopiero w 1879. Pracami kierował mistrz Bazyli Kobuz z Homla, zaś projekt obiektu wykonał architekt gubernialny Tomasz Orłowski. Cerkiew poświęcił 9 lutego 1883 ks. Teodor Lachowski, dziekan dekanatu włodawskiego. W 1893 do świątyni uczęszczało 523 parafian. Cerkiew była przeznaczona do równoczesnego udziału 150 osób w nabożeństwie. W tym samym roku obiekt wizytował biskup lubelski Gedeon. W 1911 świątynia została poświęcona powtórnie po tym, gdy we wnętrzu wybuchł pożar od pozostawionej świecy wotywnej. Ceremonii przewodniczył ks. Ignacy Krynicki, dziekan włodawski. Cztery lata później miejscowa ludność prawosławna udała się na bieżeństwo, w czasie którego świątynia została porzucona. Część wyposażenia (utensylia liturgiczne, dzwony) została wywieziona, resztę rozgrabiła miejscowa ludność oraz wojska austriackie. Przetrwały jedynie niektóre ikony, archiwum i księgi parafialne, które znalazły się w Ostrowie Lubelskim.
W 1929 starosta parczewski sugerował rozbiórkę cerkwi, rozpoczęto nawet prace w tym kierunku, jednak wojewoda lubelski nakazał je przerwać z uwagi na wielowiekowe funkcjonowanie kolechowickiej parafii. Ostatecznie w 1929 świątynia została wyremontowana i otwarta jako nieetatowa filia, kolejno podlegająca parafiom w Sosnowicy, Dratowie i Lublinie. W cerkwi kolechowickiej służyli mnisi wędrowni, pochodzący z monasteru św. Onufrego w Jabłecznej, wizytujący różne nieetatowe cerkwie w regionie. Gdy kapłani nie byli w stanie dojechać do miejscowości, zastępował ich świecki, Władysław Dziadko, prowadząc nabożeństwa niewymagające obecności duchownego.
Kolechowicka cerkiew, częściowo uszkodzona już od 1929, została całkowicie zburzona w czasie akcji rewindykacyjno-polonizacyjnej w 1938. W tym samym czasie uszkodzono także kaplicę cmentarną.

## Architektura
Cerkiew w Kolechowicach była budowlą murowaną, wzniesioną na planie krzyża. W świątyni znajdowała się ikona Matki Bożej wystawiona w kiocie w pomieszczeniu ołtarzowym, ufundowana przez Grzegorza Lisa na pamiątkę uratowania cara Aleksandra III, jego żony i dzieci z katastrofy kolejowej carskiego pociągu.